# Калопер
Калопер (рум. Calopăr) — село у повіті Долж в Румунії. Входить до складу комуни Калопер.
Село розташоване на відстані 188 км на захід від Бухареста, 18 км на південь від Крайови.

## Населення
За даними перепису населення 2002 року у селі проживали 1448 осіб.
Національний склад населення села:
| Національність | Кількість осіб | Відсоток |
| -------------- | -------------- | -------- |
| румуни         | 1401           | 96,8%    |
| цигани         | 47             | 3,2%     |

Рідною мовою назвали:
| Мова      | Кількість осіб | Відсоток |
| --------- | -------------- | -------- |
| румунська | 1434           | 99,0%    |
| циганська | 14             | 1,0%     |